# Тальони, Поль

Паоло с сестрой балериной Марией Тальони в балете «La Sylphide» худ. Ф. Леполь (1832)

Паоло (Пауль, Поль) Николаус Тальони (итал. Paul Nikolaus (Paolo Nikola) Taglioni; 12 января 1808, Вена, Австрийская империя — 6 января 1884, Берлин Германская империя) — итальянский артист балета, танцовщик, хореограф и балетмейстер.

## Биография
Представитель знаменитой итальянской балетной династии. Сын педагога и балетмейстера Филиппо Тальони. Младший брат балерины Марии Тальони.
Учился у своего отца и в Париже у Ж. Ф. Кулона. Дебютировал в 1825 в Штутгарте (исполнил па-де-де совм. с сестрой Марией Тальони). В 1826—1829 гастролировал в Вене, Мюнхене, Берлине; выступал во Франции, Германии с сестрой Марией, нередко разделяя её триумфы.
В 1831 году поставил свой первый балет — «Die Pagen des Herzogs von Vendôme».
В 1847—1851 и 1856—1857 — солист лондонского театра «Her Majesty’s Theatre», где поставил балеты: «Коралия, или Непостоянный рыцарь» (1847), «Tea, или Фея цветов» (1847), «Прима-балерина, или Ловушка», «Зимние развлечения, или Конькобежцы» (оба-1849), «Метаморфозы» (1850), все — композитора Ц. Пуни. В балетах, поставленных им в Лондоне, участвовали выдающиеся романтические танцовщицы: Карлотта Гризи, Каролина Розати, Мария Тальони, Амалия Феррарис, А. Боскетти и др.
Работал в Королевской опере в Берлине, в миланской «Ла Скала». В 1856—1883 — балетмейстер берлинской Придворной оперы, где поставил один из самых известных своих балетов «Приключения Флика и Флока» П. Л. Гертеля (1858), затем «Корсар», «Тщетная предосторожность» (1864), «Коппелия» (1882) и др. Одновременно ставил спектакли в Милане, Москве, Петербурге, Вене и др.
Поставленные им, кроме того, балеты: «Теа, или Фея цветов», «Фьорита», «Прима-балерина», «Зимние развлечения» и др.
Вначале постановки П. Тальони были отмечены влиянием отца, затем балетмейстер начал обретать свой стиль, вводя постановочные и техничевские новшества (эффекты электрического освещения и др.).
Постановки П. Тальони, созданные в эпоху повсеместно начавшегося упадка балетного искусства, в известной мере, противостояли этой тенденции и помогли немецкому балетному театру сохранить высокий художественный и исполнительский уровень.